# Ренчинлхумбе
Ренчинлхумбе (монг. Рэнчинлхүмбэ)— сомон аймаку Хувсгел, Монголія. Площа 3,3 тис. км², населення 4,8 тис. чол. Центр сомону селище Зуулун лежить за 1050 км від Улан-Батора, за 270 км від міста Мурен.

## Рельєф
Гірська місцевість. Хребти Зуун Сойен (3941 м), Хорьдол-Сарьдаг (3000-3200 м) та гори Ринчинлхумбе, Делгерхаан, Дулаанхаан, Баян та ін. Багато неглибоких річок, як Бус, Хух, Тенгис та ін. Західну частину сомону займає озеро Хубсуґул та неглибокі озера.

## Клімат
Клімат різко континентальний, високогірний. Щорічні опади в горах понад 500 мм, на решті території 350-550 мм, у Дархадському хребті  220-250 мм середня температура січня  Дархадському хребті −32° у горах -23°С, середня температура липня +10°+11°С.

## Природа
Багатий рослинний та тваринний світ, багато ягід, грибів, лікарських рослин. Водяться лосі, ведмеді, козулі, північні олені, вивірки, вовки, борсуки соболі.

## Корисні копалини
Сомон багатий фосфоритами, залізною рудою, гранітом, хімічною та будівельною сировиною.

## Соціальна сфера
Школа, больница, сфера обслуживания, будинки відпочинку
.